# Christian Timpone
Christian Timpone (Bolzano, 26 marzo 1976) è un ex hockeista su ghiaccio italiano, di ruolo attaccante.

## Carriera
Timpone esordì nella stagione 1990-1991 in A2 con l'Hockey Club Latemar (5 presenze).
Nella stagione 1992-93 passò all'Hockey Club Bolzano (30 presenze e 1 gol). Dopo 12 stagioni a Bolzano e una breve parentesi nell'Hockey Club Merano (22 presenze e 6 gol), tornò a Merano per una sola stagione in A2 (29 presenze e 16 gol).
Nella stagione 2007-08 approdò allo Sportivi Ghiaccio Cortina, dove collezionò 25 presenze e 4 gol. Dopo alcune stagioni nelle serie minori con il Laives nel 2012 passò alla seconda squadra di Bolzano, l'EV Bozen.

## Vita privata
Anche il fratello maggiore Patrick è stato un giocatore di hockey su ghiaccio.
Dopo il ritiro si è dedicato all'imprenditoria, affiancando da una parte il padre nella ditta di sanitari di famiglia, ed il fratello nella gestione di un hotel a Plan de Corones.

## Palmarès

### Club
- Campionato italiano: 6

Bolzano: 1994-95, 1995-96, 1996-97, 1997-98, 1999-00
Merano: 1998-99
- Coppa Italia: 1

Bolzano: 2003-2004
- Supercoppa italiana: 1

Bolzano: 2004
- Alpenliga: 1

Bolzano: 1993-1994
- Torneo Sei Nazioni: 1

Bolzano: 1994-1995